# Brüssow
Brüssow is een gemeente in de Duitse deelstaat Brandenburg en maakt deel uit van de Landkreis Uckermark. Met vier andere gemeenten maakt de gemeente deel uit van het Amt Brüssow. In Brüssow is het bestuurscentrum gevestigd.
Brüssow telt 1.804 inwoners.